# Sciences Po
Sciences Po – powszechnie używany synonim dla typu uczelni we Francji, którego pełna nazwa brzmi: Instytut Nauk Politycznych (Institut d’études politiques – IEP). Przynależą one do kategorii grandes écoles, czyli uczelni przeprowadzających bardzo selektywny nabór kandydatów.
Sciences Po tradycyjnie oferuje zajęcia w zakresie nauk politycznych, a także historii, socjologii, prawa, finansów, biznesu, komunikacji, polityki społecznej i miejskiej, zarządzania i dziennikarstwa.
Instytut Nauk Politycznych w Paryżu jest głównym podmiotem, a także najbardziej prestiżowym oddziałem uczelni we Francji. Został założony w 1872 roku przez Emile Boutmy i do dzisiaj kształci francuskie elity. Siedziba uczelni znajduje się w Paryżu pod numerem 27 przy ulicy Saint-Guillaume, w VII dzielnicy miasta. W 2017 roku Instytut zajął czwarte miejsce na świecie, zaraz po Uniwersytecie Harvarda, Uniwersytecie Oksfordzkim i London School of Economics oraz pierwsze w Europie kontynentalnej w rankingu uczelni wykładających nauki polityczne i stosunki międzynarodowe. Prawie połowa studentów Sciences Po w Paryżu to studenci międzynarodowi.
Istnieje 9 uczelni tego typu we Francji. Określenie „Sciences Po” użyte bez dodania nazwy miejscowości oznacza Instytut Nauk Politycznych w Paryżu (który jest instytucją państwową), wraz z Krajową Fundacją Nauk Politycznych – Fondation Nationale des Sciences Politiques – FNSP.
Oprócz Paryża IEP znajdują się w:
- Strasburgu, od 1945 roku
- Lyonie, Grenoble, Bordeaux, Tuluzie, od 1948 roku
- Aix-en-Provence od 1956 roku
- Lille i Rennes od 1991 roku